# Талала (Оклахома)
Талала (англ. Talala) — місто (англ. town) в США, в окрузі Роджерс штату Оклахома. Населення — 258 осіб (2020).

## Географія
Талала розташована за координатами 36°31′46″ пн. ш. 95°42′4″ зх. д. / 36.52944° пн. ш. 95.70111° зх. д. (36.529444, -95.701085).  За даними Бюро перепису населення США в 2010 році місто мало площу 1,17 км², уся площа — суходіл.

## Демографія
Згідно з переписом 2010 року, у місті мешкали 273 особи в 109 домогосподарствах у складі 81 родини. Густота населення становила 234 особи/км².  Було 128 помешкань (110/км²).
Расовий склад населення:
| - 71,4 % — білих - 20,5 % — корінних американців |

До двох чи більше рас належало 8,1 %. Частка іспаномовних становила 0,7 % від усіх жителів.
За віковим діапазоном населення розподілялося таким чином: 25,6 % — особи молодші 18 років, 60,8 % — особи у віці 18—64 років, 13,6 % — особи у віці 65 років та старші. Медіана віку мешканця становила 37,8 року. На 100 осіб жіночої статі у місті припадало 103,7 чоловіків;  на 100 жінок у віці від 18 років та старших — 101,0 чоловіків також старших 18 років.
Середній дохід на одне домашнє господарство  становив 48 277 доларів США (медіана — 37 321), а середній дохід на одну сім'ю — 50 504 долари (медіана — 41 250). За межею бідності перебувало 23,2 % осіб, у тому числі 36,4 % дітей у віці до 18 років та 0,0 % осіб у віці 65 років та старших.
Цивільне працевлаштоване населення становило 124 особи. Основні галузі зайнятості: освіта, охорона здоров'я та соціальна допомога — 24,2 %, роздрібна торгівля — 16,1 %, виробництво — 15,3 %.